# Alessandro Miglia
Alessandro Miglia (Susa, 27 aprile 1900 – Libia, 27 aprile 1939) è stato un aviatore italiano, noto per la sua partecipazione come comandante di squadriglia alla Crociera aerea del Decennale guidata da Italo Balbo.

## Biografia
Nato a Susa nel 1900 da una famiglia con tradizioni militari,, dopo aver navigato su velieri e piroscafi divenne Ufficiale di Complemento di Marina e si imbarcò sui sommergibili della Regia Marina.
Attratto dal mondo del volo, nel 1923 ottenne il passaggio nel Corpo Aeronautico Militare (divenuto Regia Aeronautica l'anno seguente) e nel 1924 conseguì il brevetto di pilota. Entrò a far parte delle formazioni aeree guidate da Italo Balbo, partecipando alle prime grandi trasvolate di massa organizzate dal regime fascista: la Crociera aviatoria del Mediterraneo occidentale (1928), la Crociera aviatoria del Mediterraneo orientale (1929) e la Crociera aerea transatlantica Italia-Brasile (1930-1931).

### La Crociera del Decennale
L'apice della sua carriera di trasvolatore fu la partecipazione alla Crociera aerea del Decennale nel 1933, la trasvolata atlantica in formazione da Orbetello a Chicago e ritorno (via New York e Roma), organizzata da Balbo per celebrare il decennale della Marcia su Roma. Durante questa impresa, Miglia, con il grado di Maggiore, comandò la IV Squadriglia, identificata dal colore nero e denominata "Stella Nera". Pilotava l'idrovolante Savoia-Marchetti S.55X contrassegnato dalla sigla I-MIGL.
L'evento ebbe una vasta risonanza mediatica e propagandistica; per l'occasione furono emessi francobolli celebrativi, tra cui il noto Trittico di Balbo, sovrastampato con le sigle degli apparecchi partecipanti, incluso quello di Miglia.
Dopo la Crociera del Decennale, Miglia fu promosso Tenente colonnello per meriti speciali e continuò la sua carriera nella Regia Aeronautica.

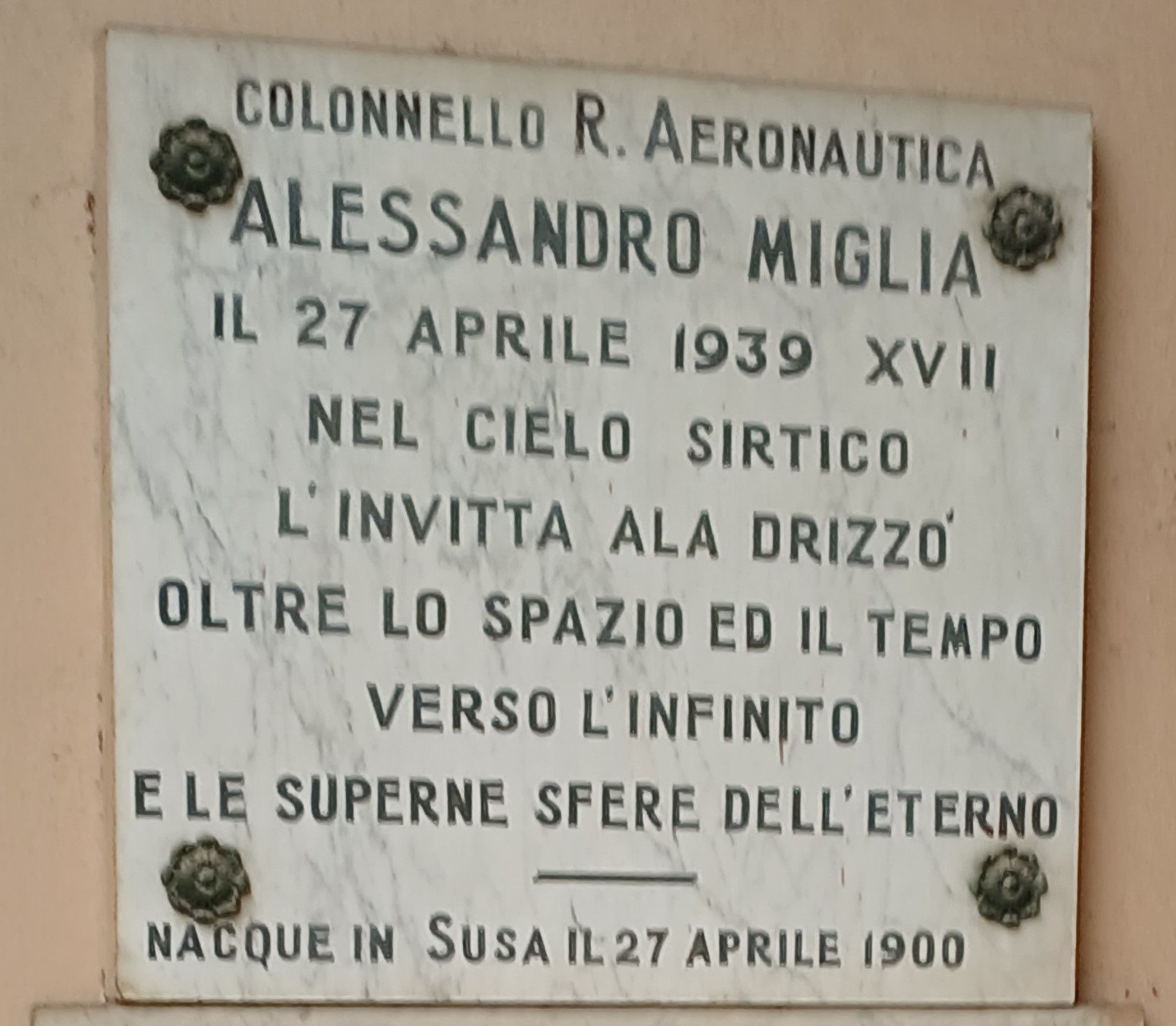
Cenotafio di Alessandro Miglia nel cimitero di Susa (TO)

### Scomparsa
Il 27 aprile 1939, il Tenente Colonnello Miglia scomparve in volo insieme al collega aviatore Jacopo Calò Carducci. Erano partiti da Castel Benito (Tripoli) a bordo di un velivolo S.M.79, diretti a El-Maden, una località oltre Tobruk sul confine egiziano. L'aereo non giunse mai a destinazione e si presume sia precipitato nel deserto libico a causa di una violenta tempesta di Ghibli. Nonostante le ricerche effettuate dall'aviazione e dalla marina della Libia, a cui partecipò anche l'allora Governatore della Libia Italo Balbo, il relitto dell'aereo e i corpi dei due piloti non furono mai ritrovati. Alla memoria di Alessandro Miglia è stato intitolato il Villaggio Azzurro presso l'aeroporto di Bari-Palese.

## Fonti
1. 1 2 3 4 5 6 7 8 9   Basilio Di Martino, La Crociera Aerea del Decennale (PDF), in Rivista UNUCI, N. 7/8 - Luglio-Agosto 2014, UNUCI (Unione Nazionale Ufficiali in Congedo d'Italia),  p. 6. URL consultato il 2 maggio 2025 (archiviato il 29 aprile 2024).
2. 1 2 3   Alessandro Miglia, il pilota di Susa “eroe” transoceanico dell’aviazione di Mussolini, su L'Agenda News, 24 luglio 2022. URL consultato il 2 maggio 2025 (archiviato il 29 aprile 2024).
3. 1 2 3 4 5 6   Gli uomini della Crociera: Alessandro Miglia, su crocieradeldecennale.it. URL consultato il 2 maggio 2025 (archiviato il 29 aprile 2024).
4. ↑   Captain Alessandro Miglia, Italy, su Time and Navigation, Smithsonian National Air and Space Museum. URL consultato il 2 maggio 2025 (archiviato il 29 aprile 2024).
5. 1 2   Francobolli: Trittici crociera nord atlantica, su La vecchia scatola, 6 maggio 2022. URL consultato il 2 maggio 2025 (archiviato il 29 aprile 2024).

Periodici
- Giovanni Battista Cersosimo, Il Colonnello Pilota “Atlantico” Jacopo Calò Carducci, in UNUCI, n. 7/8, Roma, Unione Nazionale Ufficiali in Congedo d'Italia, settembre-dicembre 2014,  pp. 5–6.